# Оливера Лазаревич
Оливера Лазаревић (серб. Оливера Лазаревић, 1373—1444), или Оливера Деспина — дочь сербского правителя Лазаря, супруга турецкого султана Баязида I.

## Биография
Младшая дочь правителя Сербии Лазаря Хребеляновича и княгини Милицы Сербской. Родилась примерно в 1373—1376 годах, точный год рождения неизвестен. У неё было четыре сестры и двое братьев. В то время княжеские дети получали хорошее образование: этикет, чтение, письмо, математика, пение, латынь и греческий язык, христианская теология и философия. Деспина не является собственным именем, означает жену или дочь деспота — так назывался титул сербского правителя.
В 1389 году войско её отца потерпело поражение в битве на Косовом поле от армии турецкого султана Мурада I. Лазарь попал в плен к туркам и был казнён, как и множество представителей сербской знати. В этой же битве погиб и сам Мурад, новым султаном стал его сын Баязид.

### Жена султана
Сербия стала вассалом Османской империи и обязалась платить дань, а также поставлять войска для османской армии. Правление страной принял Стефан Лазаревич, брат Оливеры. Оливеру отправили в гарем Баязида, она стала одной из нескольких его жён. Гарем султана находился в тогдашней европейской столице османов, в городе Эдирне. Братья Оливеры, Стефан и Вук, тоже ездили к султану, чтобы признать своё вассальное положение. Сербские авторы пишут, что Оливера в замужестве не принимала ислам, сохранив христианское вероисповедание. Согласно источникам, Оливера была очень красивой и имела большое влияние на султана, склоняя его к преференциям в пользу своего брата Стефана. Историк и богослов Никола Гильен оценивает замужество Оливеры в тот момент как наиболее рациональное решение для выживания сербского народа и сербского государства.
Мать Оливеры, княгиня Милица (в статусе монахини Евгении) в 1393 году ездила к султану с просьбой разрешить перенести мощи преподобной Параскевы Сербской из Валахии в Белград. Историк Владимир Чорович пишет, что благодаря Оливере Милицу хорошо приняли. Затем последовал визит Стефана, над которым нависла угроза из-за подозрений в измене. Ранее Стефан, который вёл активную политическую деятельность, вступил в союз с венгерским королём Сигизмундом. По мнению историков, Оливера сыграла большую роль в том, что Стефан избежал гнева султана и даже укрепил с ним хорошие отношения. Семья Лазаря занимала более высокое положение при дворе Баязида по сравнению с другим сербским дворянством, в первую очередь по сравнению с Бранковичами.

### В плену у Тамерлана
В 1402 году среднеазиатский полководец Тамерлан разгромил османскую армию в Ангорской битве, где на стороне Баязида сражались сербы во главе со Стефаном. Оливера и её муж оказались в плену у Тамерлана. Примерно через год Тамерлан отпустил её, это произошло после смерти её мужа. Существуют разные версии обстоятельств её пребывания в плену. По одной из версий, Оливера и Баязид подвергались различным унижениям: Баязида посадили в клетку, кормили отбросами, а Оливеру заставили голой прислуживать во время пиров Тамерлану и его придворным. В отчаянии Баязид разбил себе голову о прутья клетки, не в силах наблюдать за унижением своей жены. Такое описание приводит византийский летописец Лаоник Халкокондил, а затем — Мавро Орбини в своей «Истории славян». Другие источники, в частности, Константин из Островицы, турецкие и монгольские источники, Константин Философ, Джордже Бранкович, Йован Раич, считают, что Тамерлан относился к пленным вполне уважительно. Однако источники сходятся в том, что Баязид по тем или иным причинам умер в плену, и Оливеру сразу отпустили. Сербский историк Стоян Новакович и другие историки полагают, что эта легенда, даже будучи вымышленной (о притеснениях в плену и самоубийстве Баязида) свидетельствует о большой эмоциональной привязанности султана к жене. Новакович пишет, что здесь находит отражение то, что Оливера в гареме завоевала сердце Баязида (которого описывают как человека очень страстного), и этим объясняется привилегированное положение семьи Лазаря. Оливера вернулась в Сербию весной 1403 года.

### Жизнь в Сербии
После возвращения в Сербию непродолжительное время жила в монастыре в деревне Манастырица вблизи Кладово. Затем переехала в новую сербскую столицу Белград, где жила при дворе Стефана, была его советником. Оливера была особенно полезна брату в период борьбы претендентов за власть в Османской империи, в которую был вовлечён Стефан, поскольку она знала сыновей Баязида. После смерти Стефана в 1427 году и перехода Белграда в руки венгров Оливера жила с племянником Георгием Бранковичем в Смедерево, куда перенесли столицу. Умерла примерно в 1444 году, место захоронения неизвестно.
Стихотворение Стефана «Слово любви», написанное в 1409 году, по одной из версий, посвящено Оливере (по другим версиям — его невесте или, скорее всего, брату Вуку).